# 地皇 (三皇)

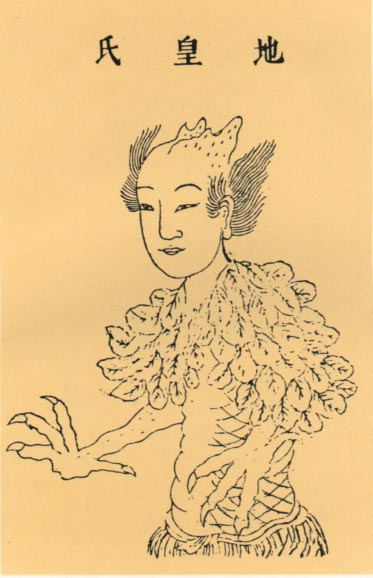
地皇。「三才図会」より。

地皇（ちこう）は、道教及び中国神話における神。

## 概要
天地人の三皇の一つであり、また、古代中国の伝説上の帝王ともされる。
天皇から生まれ、地皇は人皇を生んだとされる。
『三才図会』に描かれた想像図では、顔は人だが頭頂部にとさかを有し（左右には髪が生えている）、肩から胸にかけて羽毛を生やし、両腕は鳥類の脚となっており、人と鳥を掛け合わせた「鳥人」のような姿で描かれている（対して、人皇はほぼ蛇のような姿で描かれ、人としての外観がなされていない）。